# Frimärke (sjöfart)
Frimärke används också som sjöterm för en (eller flera) genom två naturliga eller konstgjorda märken utdragen linje som ligger så att den ger ledning till skydd, "friar", för ett eller flera närliggande grund, kabelfästen eller dylikt. Jfr navigation, enslinje, ledande märken.